# Демидов (Волгоградская область)
Демидов — хутор в Быковском районе Волгоградской области Российской Федерации, административный центр Демидовского сельского поселения.
Население 599 чел. (2010) .

## География
Расположено в южной части Быковского района, возле Тажинского канала.

## Население
| 2010 |
| ---- |
| 599  |

## Инфраструктура
Администрация сельского поселения

## Транспорт
Просёлочные дороги.